# Burgio
Burgio település Olaszországban, Szicília régióban, Agrigento megyében. Lakosainak száma 2497 fő (2023. január 1.). Burgio Caltabellotta, Chiusa Sclafani, Lucca Sicula, Palazzo Adriano és Villafranca Sicula községekkel határos.

## Népesség
A település népességének változása:
| Lakosok száma | 2650 | 2630 | 2497 |
|               | 2017 | 2018 | 2023 |